# ズマリットM 35mm F2.5
ズマリットM 35mm F2.5(SUMMARIT-M 35mm F2.5)は、ライカによって2007年8月に発表され、2007年11月に発売されたレンズの名称。

## 概要
マウントはライカMバヨネットマウント。M8に対応する6ビットコードを標準で備える。(M8のファームウェア1.110にて、本レンズを含むズマリットMシリーズレンズに対応。)なお、ズマリット50mm F1.5やミニルックス等のコンパクトカメラに搭載されるズマリット40mm F2.4等とは名称以外、レンズ構成も含めて直接の関係はないと思われる。コード番号は11643。

## 特徴
球面レンズを使用した開放F値2.5の新レンズシリーズ、ズマリットMのうちの一本であり、現行のライカ製35mmレンズでは最小・最軽量となる。ライカ製35mmレンズとしてはズマロン35mm F2.8以来、久々に登場したエントリークラスのレンズであり、価格的にもズミクロンM 35mm F2 ASPH.の2/3ほどの価格となる。

## デザイン
外観上の特徴としては、刻印に現行の角張ったフォントではなくLeitz-Norm(ライツ・ノルム)と呼ばれる、1960年代に使用されていた丸みを帯びたフォントを復活させ、レンズ着脱指標の色も当時の赤色を再現したものとしている。レンズ全体のデザインも、フラットな印象の現行レンズとは異なった、やや手の込んだデザインとなっている。その他にはレンズフードの装着形式が大きく変わり、レンズ先端に外ネジを設け、そこにフードをねじ込むというコシナのフォクトレンダーシリーズレンズの一部に似た形式となった。フード未装着時には、保護リングを外ネジに装着する。なお、外観はブラック・アルマイト仕上げのみで、シルバー・クローム仕上げは用意されていない。

## アクセサリ

### 付属品
- メタルキャップ
- ベロア製収納ケース
- 保護リング

### 別売品
- レンズフード／フードキャップ (コード番号 12459)